# Ladislav Sokolovský
Ladislav Sokolovský (* 28. července 1977 Přerov) je český basketbalista, který hrál českou Národní basketbalovou ligu za týmy ČEZ Basketball Nymburk, BK Opava a Stavex Brno.A nyní trénuje tým ERA Basketbal Nymburk. Má na svém kontě 11 mistrovských titulů.
Je vysoký 200 cm, váží 93 kg.
Aktivní hráčskou kariéru ukončil v roce 2015.

## Kariéra
- 1995–1998: Stavex Brno
- 1998–1999: BK Slovnaft Opava
- 1999–2004: BK Opava
- 2004–2012: ČEZ Basketball Nymburk
- 2012–2015: BK Opava

## Statistiky
| Sezóna   | Soutěž      | Odehrané minuty | Průměr na zápas | Body | Průměr na zápas |
| -------- | ----------- | --------------- | --------------- | ---- | --------------- |
| 1998/99  | Mattoni NBL | 433.8           | 12.0            | 171  | 4.8             |
| 1999/00  | Mattoni NBL | 1087.1          | 24.7            | 373  | 8.5             |
| 2000/01  | Mattoni NBL | 779.8           | 18.1            | 281  | 6.5             |
| 2001/02  | Mattoni NBL | 918.7           | 23.6            | 405  | 10.4            |
| 2002/03  | Mattoni NBL | 1282.1          | 27.9            | 595  | 12.9            |
| 2003/04  | Mattoni NBL | 1343.2          | 32.8            | 665  | 16.2            |
| 2004/05  | Mattoni NBL | 907.5           | 22.1            | 394  | 9.6             |
| 2004/05  | Český pohár | 43.0            | 21.5            | 15   | 7.5             |
| 2005/06  | Mattoni NBL | 825.8           | 20.6            | 363  | 9.1             |
| 2005/06  | Český pohár | 23.1            | 23.1            | 8    | 8.0             |
| 2006/07* | Mattoni NBL | 515.9           | 24.6            | 247  | 11.8            |

* údaje ke dni 20.1.2007